# Alfonso Menéndez
Alfonso Menéndez Vallín (Avilés, 31 maggio 1966) è un ex arciere spagnolo.

## Palmarès

### Olimpiadi
- 1 medaglia:
  - 1 oro (Barcellona 1992 a squadre)